# 張純芳
張純芳（1960年—），生於台灣屏東，曾經是當年校園電影當紅的女主角，民國八十年後因結婚而退出影壇。
曾經以《小畢的故事》入圍第20屆金馬獎最佳女主角獎；《老莫的第二個春天》入圍第21屆金馬獎最佳女主角獎。

## 生平
張純芳從小生長於務工的家庭，在同學偷偷幫她報考的中影新秀選拔活動中，從三千多人中脫穎而出，成為入選的十名訓練班學員之一，同期尚有知名影星胡慧中、劉德凱、蘇明明、崔浩然、林美齡等人。當時學生電影正流行，張純芳結訓後並未留在中影，1979年他加入輝煌電影公司成為基本演員，第一部電影與張佩華、彭雪芬合演的《拒絕聯考的小子》上演後立刻造成轟動，也成功打下張純芳在學生電影的地位。之後，張純芳在與徐進良的電影公司簽了三年約，以清秀甜美的形象在多部學生電影出現。
張純芳結束與輝煌電影公司的合約後，即接演陳坤厚導演的《小畢的故事》，激發她真正的演員特質。張純芳在此片認識編劇侯孝賢，侯孝賢看中張純芳的潛力，之後與她合作拍了許多台灣新電影，如《風櫃來的人》、《霧裡的笛聲》、李祐寧導演的《老莫的第二個春天》，成為台灣新電影時期重要的女演員之一。
近十五年的電影生涯中，張純芳自詡為「電影界的公務員」，除了電影外，未跨足過電視、歌唱。從學生情人到新電影中收放自如的演技，儘管張純芳目前已居於平淡生活，然而她在銀幕前的形象仍為人留念。

## 作品
1979 《拒絕聯考的小子》
1979 《一個女工的故事》 The Story of a Woman Worker
1980 《年輕人的心聲》
1980 《不妥協的一代》
1980 《賣身女》
1981 《奔放的新生代》
1981 《小市民的狂想》
1981 《歹路不可行》
1983 《小畢的故事》 Growing up
1983 《風櫃來的人》 The Boys From Fengkuei
1983 《出外人》
1983 《帶劍的小孩》 Kidnapped
1984 《霧裡的笛聲》 Nature Is Quiet Beautiful
1984 《北南西東》 North south west east
1984 《阿福的禮物》 The gift of A Fu
1984 《老莫的第二個春天》 Old mo's second spring
1985 《玫瑰玫瑰我愛你》 Rose Rose I Love You
1985 《舞女》
1985 《陽春老爸》 Spring Daddy
1986 《瘋狂大家樂》 
1986 《妻子教室》
1986 《記得當時》 One day when we were young
1987 《稻草人》 Strawman
1987 《周成過台灣》
1987 《失蹤人口》
1987 《宵待草》
1989 《小小兔當兵》
1989 《0099大發財》
1989 《找你算帳》
1989 《小人物》 Little Big Man
1990 《阿郎！阿郎！》
1990 《大賭秀》
1990 《霹靂女嬌娃》
1990 《缺角的太陽》

## 外部連結
- 國家電影資料館－張純芳 （页面存档备份，存于）
- 紫丁香婦幼關懷協會 - 彩霞的奧義
- 邱瑜青，鍾建剛. . 華視新聞. 2000/04/25 19:26  [2000/04/25 19:26]. （原始内容存档于2019-12-19）.